# Anna Goodman
Anna Goodman (Montreal, 23 januari 1986) is een Canadees voormalig alpineskiester. Ze nam eenmaal deel aan de Olympische Winterspelen, maar behaalde geen medaille.

## Carrière
Goodman maakte haar wereldbekerdebuut in oktober 2004 tijdens de reuzenslalom in Sölden. Ze stond nooit op het podium van een wereldbekerwedstrijd.
Op de Olympische Spelen van 2010 in Vancouver behaalde ze een 19e plaats op de slalom.

## Resultaten

### Wereldkampioenschappen
| Jaar | Plaats                 | Resultaten                |
| ---- | ---------------------- | ------------------------- |
| 2005 | Bormio                 | 16e Combinatie 22e Slalom |
| 2009 | Val d'Isère            | 12e Slalom                |
| 2011 | Garmisch-Partenkirchen | 21e Slalom                |

### Olympische Spelen
| Jaar | Plaats    | Resultaten |
| ---- | --------- | ---------- |
| 2010 | Vancouver | 19e Slalom |

### Wereldbeker

#### Eindklasseringen
| Seizoen   | Algm | SL  |
| --------- | ---- | --- |
| 2007/2008 | 101e | 44e |
| 2008/2009 | 76e  | 26e |
| 2009/2010 | 75e  | 25e |
| 2010/2011 | 100e | 38e |
| 2011/2012 | 79e  | 33e |
| 2012/2013 | 97e  | 46e |